# زیردریایی یو-۷۵۶
زیردریایی یو-۷۵۶ (به انگلیسی: German submarine U-756) یک زیردریایی است که طول آن ۶۷٫۱ متر (۲۲۰ فوت ۲ اینچ) می‌باشد. این زیردریایی در سال ۱۹۴۱ ساخته شد.